# Carlos Alexandre de Souza Silva
Carlos Alexandre de Souza Silva, Spielerkurzname Carlão, (* 1. August 1986 in Duque de Caxias) ist ein brasilianischer ehemaliger Fußballspieler.

## Karriere
Die erste Station seiner Karriere war 2008 São Cristóvão FR aus Rio de Janeiro, Brasilien. Im gleichen Jahr wurde er an Duque de Caxias FC ausgeliehen. 2009 zog es ihn nach Europa. In Portugal unterschrieb er einen Vertrag bei União Leiria. Hier schoss er in 54 Spielen 25 Tore. 2011 zog er weiter Richtung Asien. Hier unterschrieb er einen Vertrag bei den Kashima Antlers in Japan. Für die Kashima Antlers schoss er in fünf Spielen ein Tor. 2011 ging es per Ausleihe in Schweiz zum Erstligisten Neuchâtel Xamax FCS und von da aus nach zwei Spielen nach Portugal in die Primeira Liga zu Sporting Braga. Hier spielte er bis 2013. In seiner Zeit bei Sporting Braga machte er 26 Spiele und schoss vier Tore. 2013/2014 lief er für den portugiesischen Verein FC Paços de Ferreira acht Mal auf. 2014 zog es ihn wieder nach Asien. Hier unterzeichnete er in der Volksrepublik China einen Vertrag bei Shijiazhuang Ever Bright F.C. in der China League One. Hier machte er bis 2015 30 Spiele. 2016 unterzeichnete er einen Zwei-Jahres-Vertrag beim FC Famalicão in der Segunda Liga. Hier traf er acht Mal in 27 Spielen. Mitte 2017 ging er wieder nach Asien, um sich den Zweitligisten Ubon UMT United anzuschließen. Hier schoss er in 16 Spielen sechs Tore und stieg in die Thai League auf. 2018 ging es wieder zurück nach Europa. In Zypern unterschrieb er einen Vertrag beim Erstligisten Nea Salamis Famagusta, wo er in 15 Spielen zehn Mal traf. Im Juli 2018 verpflichtete ihn der thailändische Thai-League-Club Pattaya United. Hier schoss er in der Rückserie sechs Tore. Ab 2019 spielte Carlao in Samut Prakan bei Samut Prakan City FC, dem Nachfolgeverein von Pattaya United. Hier wurde er in der Hinserie 6-mal eingesetzt, wobei er einen Treffer erzielte. Mitte 2019 verließ er den Verein Richtung Zypern. Hier unterschrieb er einen Vertrag bei Doxa Katokopia. Der Verein spielte in der höchsten Liga des Landes, der First Division. Für Doxa bestritt er acht Ligaspiele. Seit 1. Juli 2020 ist er vertrags- und vereinslos.

## Erfolge
Kashima Antlers
- Japanischer Pokalsieger: 2010

Sporting Braga
- Taça da Liga: 2012/2013